# オカゼン
オカゼン株式会社は、埼玉県戸田市に本社を構える貨物自動車運輸業者。

## 沿革
- 1971年 岡善運輸株式会社設立。
- 1994年 オカゼン株式会社に改称。
- 2002年 ISO 9001を獲得した。